# Diego Barros Arana
Diego Jacinto Agustín Barros Arana (Santiago, 16 de agosto de 1830 — Santiago, 4 de novembro de 1907) foi um pedagogo, diplomata e historiador chileno. É considerado um grande historiador chileno do século XIX, suas obras ainda têm vigência nos dias atuais, especialmente a História Geral do Chile, composta por dezesseis volumes. 

## Obras
- Estudios históricos sobre Vicente Benavides y las campañas del sur: 1818-1822 (1850)
- El general Freire (1852)
- Historia general de la independencia de Chile  (4 tomos entre 1854-1858)
  - tomo I (1854)
  - tomo II (1855)
  - tomo III (1857)
  - tomo IV (1858)
- Las campañas de Chiloé: (1820-1826) (1856)
- Vida y viajes de Hernando de Magallanes (1864)
- Compendio elemental de historia de América (1865)
- Elementos de geografía física  (1871)
- Manual de composición literaria (1871)
- Riquezas de los antiguos jesuitas de Chile (1872)
- Proceso de Pedro de Valdivia y otros documentos inéditos concernientes a este conquistador (1873)
- Mi destitución: apuntes para la historia del Instituto Nacional  (1873)
- Rasgos biográficos de Don Melchor de Santiago (1883)
- História Geral do Chile (16 volumes entre 1884-1902)
  - Tomo I (1884)
  - Tomo II (1884)
  - Tomo III (1884)
  - Tomo IV (1885)
  - Tomo V (1885)
  - Tomo VI (1886)
  - Tomo VII (1886)
  - Tomo VIII (1887)
  - Tomo IX (1889)
  - Tomo X (1889)
  - Tomo XI (1890)
  - Tomo XII (1893)
  - Tomo XIII (1894)
  - Tomo XIV (1897)
  - Tomo XV (1897)
  - Tomo XVI (1902)
- Elementos de literatura: retórica y poética (1886)
- Compendio de historia moderna (1888)
- Exploraciones geográficas hidrográficas de José Moraleda y Montero precedidas de una introducción (1888)
- Necrología de D. Juan G.Courcelle Seneuil (1892)
- Plan de estudios y programas de instrucción secundaria aprobados por el Consejo de Instrucción Pública para los liceos del Estado (1893)
- La cuestión de límites entre Chile y la República Argentina: los tratados vigentes, las actas de los peritos, actas sobre el arbitraje, mapa de las dos líneas limítrofes (1895)
- El doctor don Rodolfo Amando Philippi: su vida y sus obras (1904)
- Un decenio de la historia de Chile: (1841-1851)
  - Tomo I (1905)
  - Tomo II (1906)
- Estudios histórico-bibliográficos (5 volumes entre 1909-1911)
- Don José Francisco Vergara: bosquejos biográficos a través de su labor parlamentaria su muerte y apoteosis (publicada em 1919)